# Ізорахії
Ізорахії (рос. изорахии; англ. (high) tide isolines; нім. Isorachien f pl; від грецького isos, rachia — приплив) — ізолінії висоти морських припливів. 
Використовується для графічного зображення зміни рівня води на метеорологічних, гідрографічних та інших тематичних мапах.